# كين أليبيك
كاناتزهان «كانات» بايزاكوفيتش أليبيكوف (من مواليد 1950)، المعروف باسم كينيث «كين» أليبيك منذ عام 1992، عالم أحياء دقيقة كازاخستاني-أمريكي ومصمم أسلحة بيولوجية وخبير في التنظيم الإداري للحرب البيولوجية. كان النائب الأول لمدير وكالة بيوبريبارات.
خلال مسيرته المهنية في تطوير الأسلحة البيولوجية السوفيتية في أواخر السبعينيات والثمانينيات من القرن العشرين، أدار أليبيكوف مشاريع شملت استخدام الرعام وداء فيروس ماربورغ (حمى ماربورغ النزفية) أسلحةً، وابتكر أول قنبلة جرثومية للتولاريميا في روسيا. كان أبرز إنجازاته ابتكار «سلالة قتالية» جديدة من الجمرة الخبيثة المعروفة باسم «السلالة 836»، والتي وصفتها صحيفة لوس أنجلوس تايمز فيما بعد بأنها «أكثر سلالات الجمرة الخبيثة التي عرفها الإنسان ضراوةً وشراسةً».
في عام 1992، انشق إلى الولايات المتحدة الأمريكية؛ ومنذ ذلك الحين، أصبح مواطنًا أمريكيًا وعمل مستشارًا في مجال الدفاع البيولوجي ومتحدثًا ورائد أعمال. شارك بنشاط في تطوير استراتيجية الدفاع البيولوجي للحكومة الأمريكية، وبين عامي 1998 و2005، أدلى بشهادته عدة مرات أمام الكونغرس الأمريكي وحكومات أخرى حول قضايا التكنولوجيا البيولوجية، قائلًا إنه «مقتنع بأن برنامج الأسلحة البيولوجية الروسي لم يُحل بالكامل». في عام 1994، حصل أليبيك على جائزة من الكونغرس، وهي ميدالية باركلي البرونزية التي مُنحت له تقديرًا لخدمته العامة المتميزة ومساهمته في السلام العالمي.
في عام 2002، قال أليبيك لوكالة يونايتد برس إنترناشيونال إن هناك مخاوف من إمكانية تحويل جدري القردة إلى سلاح بيولوجي.
عينت شركة لوكوس لحلول التخمير ومقرها أوهايو أليبك في عام 2015 نائب الرئيس التنفيذي للأبحاث وتطوير الجزيئات النشطة بيولوجيًا لتطبيقات مختلفة.

## النشأة وتعليمه
وُلد كانات أليبيكوف كانات أليبيكوف في كاوتشوك، في جمهورية كازاخستان الاشتراكية السوفيتية في الاتحاد السوفيتي (كازاخستان الحالية)، لأسرة كازاخستانية. نشأ في ألماتي، العاصمة السابقة للجمهورية. هو طبيب معتمد في علم الأورام وحاصل على دكتوراه في العلوم ودكتوراه في الفلسفة ودكتوراه في الطب.

## حياته المهنية
أدى الأداء الأكاديمي لأليبيك في أثناء دراسته للطب العسكري في معهد تومسك الطبي بالإضافة إلى المشاعر الوطنية البارزة لعائلته إلى اختياره العمل في بيوبريبارات، وهو برنامج الأسلحة البيولوجية السري الذي يشرف عليه مجلس وزراء الاتحاد السوفيتي. كانت مهمته الأولى لعام 1975 في فرع أوروبا الشرقية لمعهد الكيمياء الحيوية التطبيقية بالقرب من أوموتنينسك، وهو منشأة مشتركة لإنتاج مبيدات الآفات ومصنع احتياطي لإنتاج الأسلحة البيولوجية مخصص للتفعيل في وقت الحرب. في أوموتنينسك، أتقن أليبيك فن وعلم صياغة وتقييم الأوساط المغذية وشروط الزرع لتحسين نمو الميكروبات. في أثناء وجوده هناك، وسع مهاراته المخبرية في كلية الطب بالشكل المطلوب لإنتاج الميكروبات وسمومها على المستوى الصناعي.
بعد عام واحد في أوموتنينسك، نُقل أليبيك إلى فرع سيبيريا التابع لمعهد الكيمياء الحيوية التطبيقية بالقرب من بيردسك (كان الاسم الآخر للفرع قاعدة بيردسك العلمية والإنتاجية). بمساعدة أحد زملائه، صمم وأنشأ مختبر أبحاث وتطوير علم الأحياء الدقيقة المختص بتقنيات تحسين إنتاج المستحضرات البيولوجية.
بعد عدة ترقيات، نُقل أليبيك مرة أخرى إلى أوموتنينسك، حيث ترقى إلى منصب نائب المدير. سرعان ما نُقل إلى قاعدة كازاخستان العلمية والإنتاجية في ستيبنوغورسك (منشأة احتياطية أخرى للأسلحة البيولوجية) ليصبح المدير الجديد لتلك المنشأة. رسميًا، كان نائبًا لمدير مؤسسة التقدم العلمي والإنتاج، وهي مؤسسة لتصنيع الأسمدة ومبيدات الآفات.
في ستيبنوغورسك، أنشأ أليبيك خط تجميع فعال على نطاق صناعي للمستحضرات البيولوجية. في وقت الحرب، كان من الممكن استخدام خط التجميع لإنتاج الجمرة الخبيثة المستخدمة في الأسلحة. أدت النجاحات المستمرة في العلوم والتقانة الحيوية إلى مزيد من الترقيات، ما أدى إلى نقله إلى موسكو.

### بيوبريبارات
في موسكو، بدأ أليبيك خدمته في موسكو نائب رئيس إدارة السلامة البيولوجية في بيوبريبارات. رُقي في عام 1988 إلى النائب الأول لمدير إدارة السلامة البيولوجية، إذ لم يقتصر إشرافه على مرافق الأسلحة البيولوجية فحسب، بل أشرف أيضًا على عدد كبير من المرافق الصيدلانية التي تنتج المضادات الحيوية واللقاحات والأمصال والإنترفيرونات للعامة.
ردًا على الإعلان الذي صدر في ربيع عام 1990 عن إعادة تنظيم وزارة الصناعة الطبية والميكروبيولوجية، صاغ أليبيك مذكرة إلى الأمين العام آنذاك، ميخائيل غورباتشوف، يقترح فيها وقف تصنيع وكالة بيوبريبارات للأسلحة البيولوجية وأرسلها إليه. وافق غورباتشوف على الاقتراح، ولكن، أُدرجت فقرة إضافية سرًا في مسودة أليبيك، ما أدى إلى صدور مرسوم رئاسي أمر بإنهاء عمل شركة بيوبريبارات في مجال الأسلحة البيولوجية، ولكنه طلب منها أيضًا أن تبقى مستعدة لإنتاج الأسلحة البيولوجية مستقبلًا.
استغل أليبيك منصبه في بيوبريبارات والسلطة الممنوحة له بموجب الجزء الأول من المرسوم للبدء في تدمير الأسلحة البيولوجية وتفكيك قدرات إنتاج الأسلحة البيولوجية واختبارها في عدد من مرافق البحث والتطوير، بما في ذلك ستيبنوغورسك وكولتسوفو وأوبولينسك وغيرها. تفاوض على تعيينه في الوقت نفسه في منشأة تابعة لبيوبريبارات تسمى بيوماش. كانت بيوماش مختصة بتصميم وإنتاج معدات تقنية لزرع الميكروبات واختبارها. كان يخطط لزيادة نسبة منتجاتها المرسلة إلى المستشفيات والمختبرات الطبية المدنية بما يتجاوز نسبة الـ40% المخصصة في ذلك الوقت.
في أعقاب تفكك الاتحاد السوفيتي في ديسمبر 1991، تعين أليبيك مسؤولًا عن الاستعدادات المكثفة لعمليات التفتيش على المنشآت البيولوجية السوفيتية من قبل وفد أمريكي وبريطاني مشترك. لكن، عندما شارك في عملية التفتيش السوفيتية اللاحقة على المنشآت الأمريكية، تأكدت شكوكه في أن الولايات المتحدة لم يكن لديها برنامج أسلحة بيولوجية هجومية قبل عودته إلى روسيا. في يناير 1992، بعد فترة ليست بطويلة من عودته من الولايات المتحدة، احتج أليبيك على استمرار روسيا في العمل في مجال الأسلحة البيولوجية، واستقال من الجيش الروسي ومن بيوبريبارات.

### مرض فيروس كورونا (كوفيد-19)
يتمتع أليبيك بخبرة في تطوير لقاحات للأوبئة. في عام 2006، نُشرت مقالته حول المبادئ الجديدة لتطوير هذه اللقاحات في مجلة فيوتشر ميديسين (طب المستقبل).
في يناير 2020، أصدر أليبيك تحذيرًا بشأن كوفيد-19 وإمكانية أن يصبح مشكلة عالمية. نشر لاحقًا بحثه حول الطرق الآمنة للحماية من الفيروس قبل التوصل إلى لقاح في مجلة ريسيرش آيدياز أند أوتكومز (أفكار ونتائج البحوث). كتب فصلين حول طرق الحماية من جائحة كوفيد-19 في كتاب «الدفاع ضد التهديدات البيولوجية: ما يمكننا تعلمه من جائحة فيروس كورونا لتعزيز دفاعات الولايات المتحدة ضد الأوبئة والأسلحة البيولوجية».
في عام 2021، قدم أليبيك ندوة مجانية حول الدفاع البيولوجي المضاد للفيروسات في عالم مليء بالشكوك حول الأوبئة.